# 鶴田匡夫
鶴田 匡夫（つるた ただお、1933年 - ）は、日本の光学技術者で、ニコン開発本部長、副社長を歴任したのち、同社顧問をつとめた。1967年、「偏光型シャリング干渉計の応用に関する研究」により、東京大学より工学博士を取得。
月刊誌『O plus E』で連載していた「光の鉛筆」は光学技術史を中心に原典にあたって解説するシリーズで、この著作により第４回応用物理学会業績賞，第3回（2019年）光工学功績賞（高野榮一賞）を受賞した。

## 略歴
- 1956年：東京大学理学部物理学科卒業、日本光学工業（現ニコン）入社
- 1987年：同社取締役
- 1993年：同社常務取締役開発本部長
- 1997年：同社代表取締役副社長
- 2001年：同社顧問

- 1988・1989年度日本光学会幹事長。

## 著書
- 『光の鉛筆』、新技術コミュニケーションズ、1984、ISBN 491585101X
- 『続・光の鉛筆』、新技術コミュニケーションズ、1988、ISBN 4915851028
- 『第3・光の鉛筆』、新技術コミュニケーションズ、1993、ISBN 4915851109
- 『第4・光の鉛筆』、新技術コミュニケーションズ、1997、ISBN 491585115X
- 『第5・光の鉛筆』、新技術コミュニケーションズ、2000、ISBN 4915851214
- 『第6・光の鉛筆』、新技術コミュニケーションズ、2003、ISBN 4915851265
- 『第7・光の鉛筆』、新技術コミュニケーションズ、2006、ISBN 4915851303
- 『第8・光の鉛筆』、アドコム・メディア、2009、ISBN 978-4-915851-35-3
- 『第9・光の鉛筆』、アドコム・メディア、2012、ISBN	978-4-915851-45-2
- 『第10・光の鉛筆』、アドコム・メディア、2015、ISBN	978-4-915851-62-9
- 『第11・光の鉛筆』、アドコム・メディア、2018、ISBN	978-4-915851-65-0
- 『応用光学I』、培風館、1990、ISBN 4-563-02331-0
- 『応用光学II』、培風館、1990、ISBN 4-563-02332-9